# 유카탄반도

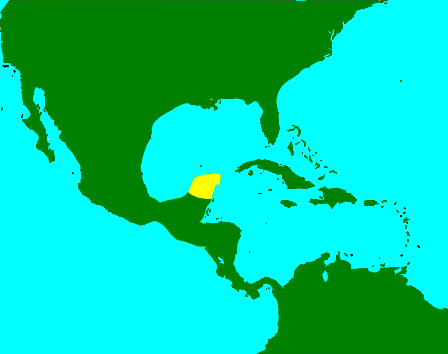
유카탄반도의 위치

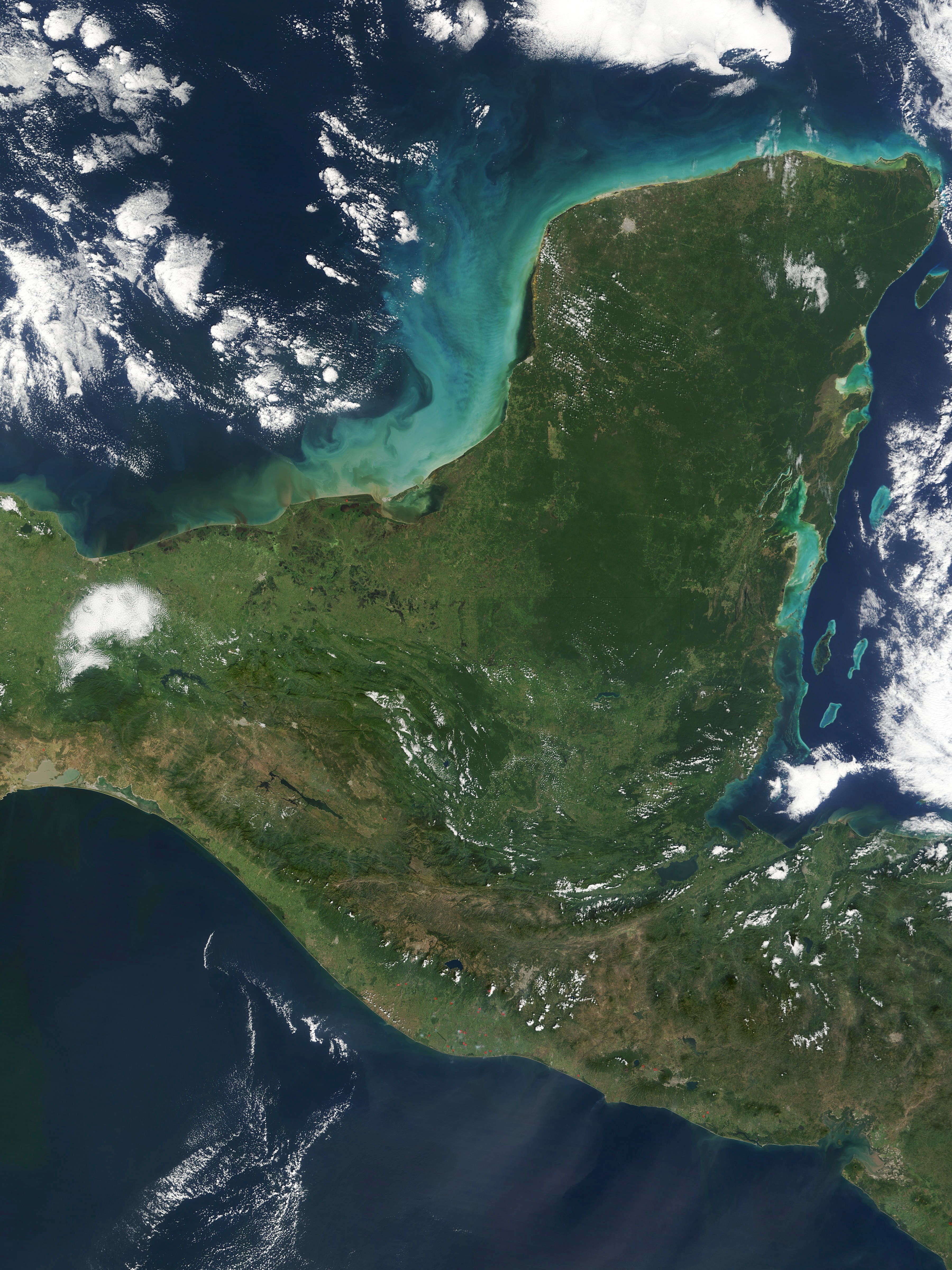
유카탄반도의 위성 사진

유카탄반도(스페인어: Península de Yucatán, 문화어: 유까딴반도)는 멕시코 남동부에 있는 중앙아메리카의 반도로 멕시코만과 카리브해를 나눈다.

## 어원
‘유카탄’(스페인어: Yucatán)이라는 지명의 어원에 대해서는 크게 두 가지 설이 있다. 하나는 프란시스코 에르난데스 데 코르도바가 1517년 처음 이 지방에 도착해서 현지인에게 지명을 물어봤을 때 ‘모르겠다’고 대답한 것이 ‘유카탄’으로 들렸다는 설이다. 유카텍 마야어로 실제 말했을 거라고 추측되는 말로는 “mathan cauyi athán”·“tectecán”·“ma'anaatik ka t'ann”·“ci u t'ann” 등이 있다. 이 설은 에르난 코르테스가 카를 5세에게 보낸 편지에 실려 있다. 두번째 설은 카사바(스페인어: yuca)가 많이 나는 지역이라서 붙은 이름이라는 설으로, 베르날 디아스 델 카스티요가 주장했다.

## 지리
멕시코의 유카탄주·킨타나로오주·캄페체주, 벨리즈의 북부, 과테말라의 북부에 해당한다. 옛 마야 문명이 발달했던 곳으로 그 후예인 마야인과 메스티소가 이 지역 인구의 상당수를 차지며, 유카텍 마야어가 널리 쓰이고 있다.

## 같이 보기
- 세노테
- 칙술루브 충돌구